# 卢奇基农村居民点
卢奇基农村居民点（俄语：Лучковское сельское поселение）是俄罗斯联邦别尔哥罗德州普洛霍罗夫卡区所属的一个农村居民点。其下辖有3个居民点，行政中心为卢奇基。据2016年统计，该农村居民点的人口为475人。